# Juneau (lớp tàu tuần dương)
Lớp tàu tuần dương Juneau là những tàu tuần dương hạng nhẹ của Hải quân Hoa Kỳ là một phiên bản được cải tiến dựa trên lớp Atlanta. Những con tàu này được trang bị dàn pháo chính như trên chiếc Oakland nhưng với dàn hỏa lực phòng không, nhưng các đường ray thả mìn sâu chống tàu ngầm và các ống phóng ngư lôi được tháo dỡ, và cấu trúc thượng tầng được tái cấu trúc nhằm giảm trọng lượng và tăng độ ổn định. Ba chiếc đã được đặt hàng và chế tạo, tất cả đều hoàn tất không lâu sau khi Chiến tranh Thế giới thứ hai kết thúc, và chỉ có chiếc dẫn đầu Juneau tham gia hoạt động trong Chiến tranh Triều Tiên.

## Thiết kế
Những tàu tuần dương lớp Atlanta đã tăng thêm thành phần thủy thủ đoàn và vũ khí trong chiến tranh; và việc bị mất hai chiếc Atlanta và Juneau (CL-52) bộc lộ những điểm yếu về sự ổn định và độ kín nước của lườn tàu, vốn được sửa chữa trong việc tái thiết kế lại vào năm 1942, đồng thời với việc thiết kế một phiên bản cải tiến của lớp Cleveland là lớp Fargo. Các con tàu này có dàn pháo chính giống như trên chiếc Oakland, nhưng cầu tàu và cấu trúc thượng tầng được thiết kế lại để loại bỏ trọng lượng và tăng tầm nhìn; trọng lượng giảm bớt cho phép tăng cường vũ khí phòng không với độ ổn định tốt hơn. Độ kín nước của lườn tàu được cải thiện bằng cách loại bỏ các cửa trên các hầm tàu bên dưới giữa các vách ngăn. Ngoài ra vũ khí chống tàu ngầm và vũ khí ngư lôi cũng được tháo dỡ.

## Đặc tính
Dàn pháo chính của lớp Juneau bao gồm sáu tháp pháo 5 in (130 mm)/38 caliber đa dụng nòng đôi. Dàn hỏa lực phòng không hạng hai bao gồm 32 khẩu pháo Bofors 40 mm/56 caliber và 16 khẩu pháo Oerlikon 20 mm/70 caliber, tất cả đều bố trí trên các bệ nòng đôi và bắn đạn nổ mạnh (HE). Sau chiến tranh, có kế hoạch thay thế một số khẩu Bofors 40 mm trên các con tàu bằng kiểu pháo 3 in (76 mm)/50 caliber, nhưng chỉ có Juneau được thay thế.
Lớp tàu này được vận hành tương tự như với lớp Atlanta, với bốn nồi hơi áp lực 665 psi (4.590 kPa) nối với hai turbine hơi nước hộp số, tạo ra công suất 75.000 hp (56.000 kW) cho phép các con tàu duy trì được tốc độ tối đa 33,6 hải lý trên giờ (62,2 km/h; 38,7 mph). Khi chạy thử máy Juneau đạt được tốc độ 32,48 hải lý trên giờ (60 km/h) với công suất 78.749 hp (58.723 kW). Các con tàu có vỏ giáp tương đương với lớp Atlanta: đai giáp bên dày tối đa 3,5 in (89 mm), vỏ thép bảo vệ cho cầu tàu chỉ huy và mặt tháp pháo 5 inch chỉ dày 1,25 in (32 mm). Các con tàu nguyên được thiết kế với 47 sĩ quan và 695 thủy thủ.

## Lịch sử hoạt động
Ba chiếc thuộc lớp Juneau đã được chế tạo, tất cả đều được đóng tại xưởng tàu của hãng Federal Shipbuilding and Drydock Company ở Kearny, New Jersey; không có chiếc kịp hoàn tất để tham gia Chiến tranh Thế giới thứ hai. Chiếc Juneau dẫn đầu của lớp, vốn được đặt tên theo chiếc Juneau (CL-52) bị mất trong chiến tranh, được hạ thủy vào ngày 15 tháng 7 năm 1945 và được đưa ra hoạt động vào ngày 15 tháng 2 năm 1946; Spokane được hạ thủy vào ngày 22 tháng 9 năm 1945và được đưa ra hoạt động vào ngày 17 tháng 5 năm 1946; và Fresno được hạ thủy vào ngày 5 tháng 3 năm 1946 và được đưa ra hoạt động vào ngày 27 tháng 11 năm 1946.
Spokane và Fresno được cho ngừng hoạt động tương ứng vào năm 1949 và 1950, trước khi Chiến tranh Triều Tiên bùng nổ; riêng Juneau lúc này được xếp lớp lại như một tàu tuần dương phòng không với ký hiệu lườn CLAA-119, đã tham gia vào cuộc xung đột. Vào ngày 2 tháng 7 năm 1950, cùng với các tàu chiếc của Hải quân Hoàng gia Anh HMS Jamaica và HMS Black Swan, Juneau bị bốn xuồng phóng lôi và hai tàu pháo của Hải quân Bắc Triều Tiên tấn công; hỏa lực phối hợp của lực lượng Anh-Mỹ đã đẩy lùi cuộc tấn công, bắn chìm ba xuồng phóng lôi và cả hai tàu pháo trong trận Chumonchin Chan. Không lâu sau chiến tranh, Juneau được cho ngừng hoạt động vào năm 1955. Cả ba chiếc từng được cân nhắc để tái trang bị như những tàu tuần dương tên lửa điều khiển hoặc chống tàu ngầm, nhưng cuối cùng chúng đều bị bán để tháo dỡ trong những năm 1960.

## Những chiếc trong lớp
| Tàu              | Đặt lườn             | Hạ thủy             | Hoạt động            | Số phận                                                                 |
| Juneau (CL-119)  | 15 tháng 9 năm 1944  | 15 tháng 7 năm 1945 | 15 tháng 2 năm 1946  | Ngừng hoạt động 23 tháng 7 năm 1955; bán để tháo dỡ, 1962               |
| Spokane (CL-120) | 15 tháng 11 năm 1944 | 22 tháng 9 năm 1945 | 17 tháng 5 năm 1946  | Ngừng hoạt động 27 tháng 2 năm 1950; bán để tháo dỡ 17 tháng 5 năm 1973 |
| Fresno (CL-121)  | 12 tháng 2 năm 1945  | 5 tháng 3 năm 1946  | 27 tháng 11 năm 1946 | Ngừng hoạt động 17 tháng 5 năm 1949; bán để tháo dỡ, 1966               |